# Snabbmeddelanden

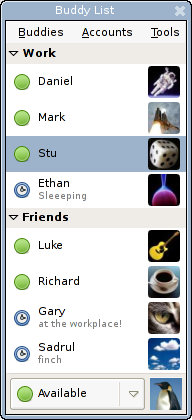
Kontaktlista i direktmeddelandeprogrammet Pidgin.

Snabbmeddelanden (även direktmeddelanden, förkortat DM, och ibland IM efter engelska instant messaging) är meddelanden som personer skickar till varandra i realtid med hjälp av datorer eller smartphones som är uppkopplade till internet eller något annat nätverk. Tekniken är nära besläktad med chatt och med tiden har snabbmeddelanden ibland kommit att räknas som chatt. Ordet chatta kan användas även för att skicka snabbmeddelanden eftersom det saknas ett kort och tydligt etablerat verb för att skicka snabbmeddelanden. Ordet messa används också, men kan även syfta på att skicka sms.
I grunden går snabbmeddelanden ut på att användare bjuder in varandra i en särskild programvara och sedan kan skicka meddelanden till inbjudna användare i realtid. Om mottagaren är inloggad kan den läsa meddelandet omedelbart. I annat fall lagras det tills användaren loggar in nästa gång. I jämförelse med e-post kan man se vilka användare som är inloggade och man behöver inte skriva in e-postadress eller skapa en adressbok för att skicka ett meddelande. Programmet kan köras samtidigt som annan programvara och har indikering, vilket gör att man kan arbeta med annat på exempelvis datorn utan att missa meddelanden. Många program har också andra funktioner.
Ordet snabbmeddelande finns med i Svenska Akademiens ordlista över svenska språket.

## Klient

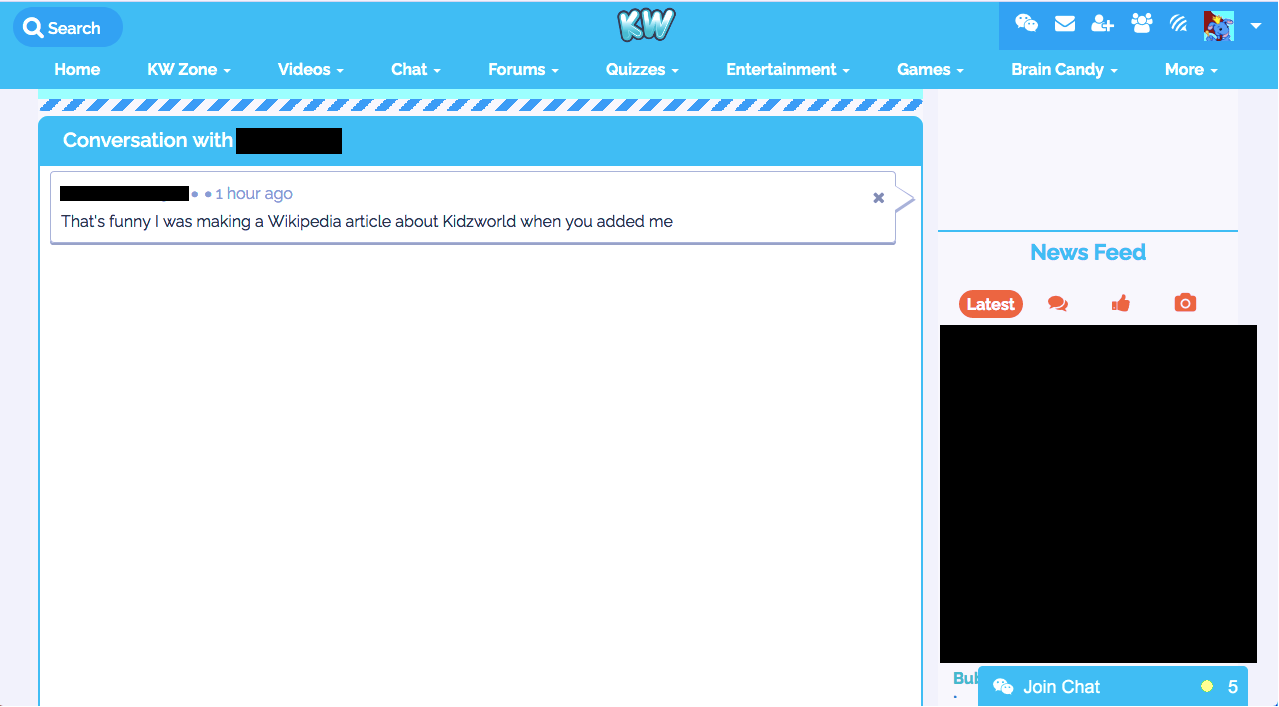
Ett snabbmeddelande.

Användaren kan skaffa ett direktmeddelandeprogram som installeras på datorn eller använda snabbmeddelandenfunktioner på webbplatser. Det senare kan vara användbart då användaren befinner sig vid allmän dator till exempel i skolor och på jobb, eftersom inget program behöver installeras på datorn. Användaren väljer sedan vilka personer som ska hamna på ens kontaktlista (båda parter måste godkänna relationen). Som inloggad användare kan man se vilka kontakter som för tillfället är uppkopplade. Förutom att skicka snabbmeddelanden kan man via vissa direktmeddelandeprogram även överföra filer, spela onlinespel och föra videosamtal (med hjälp av mikrofon eller headset samt webbkamera).
De första programmen, såsom Zephyr, som kom till Unix i början av 1990-talet, klarade enbart av att sända textmeddelanden.
Det första allmänt kända programmet var ICQ från Mirabilis som följdes upp av MSN Messenger från Microsoft några år senare. AOL Instant Messenger har länge varit populärt i USA och bland användare av Mac OS dominerar Ichat och Adium. IBM Lotus Sametime har en stark ställning inom företag.
Jabber, AIM, Windows Live Messenger, ICQ och Skype är vanliga protokoll för snabbmeddelanden.
Populära tjänster för snabbmeddelande finns i programvaran Telegram och WhatsApp.

## Skillnader jämfört med e-post
Ett snabbmeddelande skiljer sig från e-post i huvudsak på några punkter:
- Meddelanden skickas i realtid, medan e-post i allmänhet tar längre tid
- Egen rubrik och avsändare brukar inte användas i direktmeddelandeprogram.
- Ett annat adressystem används: adressen innehåller vanligtvis inget @-tecken, istället väljer man avsändare i klientprogrammets kontaktlista
- Närvarodetektion: man kan ögonblickligen avgöra om mottagaren är tillgänglig eller ej

Man kan göra liknelsen att kommunikation med hjälp av snabbmeddelanden är som ett telefonsamtal, medan e-post är som att brevväxla eller faxa.

## Statistik

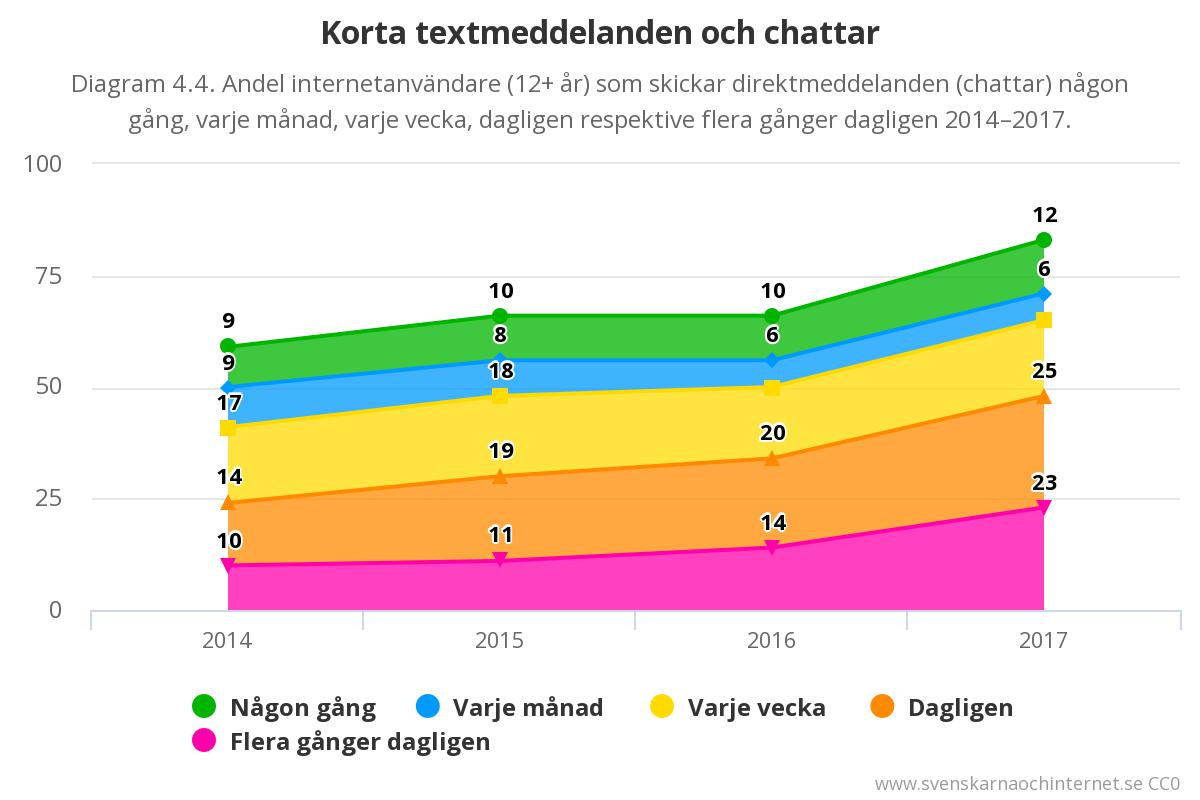
Användning av direktmeddelanden (chattar) bland svenskarna 2014–2017.

Enligt undersökningen Svenskarna och internet skickade varannan svensk internetanvändare direktmeddelanden och chattade varje dag år 2017. Användningen hade fördubblats på tre år, år 2014 var samma siffra 25 procent. När man 2017 räknade med även de internetanvändare som använde direktmeddelanden och chattar mer sällan än varje dag hamnade siffran på 83 procent av svenskarna.